# Fortaleza de Ujarma
La fortaleza de Ujarma (en georgiano: უჯარმის ციხე) es una fortaleza medieval georgiana en la región de Kajetia, municipio de Sagarejo. 
Se encuentra a unos cuatro kilómetros al norte del pueblo de Ujarma, en el margen derecho del río Iori y cerca del paso de la montaña Gombori. 

## Historia
Según el cronista georgiano Leonti Mroweli la piedra fundamental de la fortaleza de Ujarma fue construida por el rey georgiano-ibérico Aspagur en los siglos III-IV. En el reinado del rey Vakhtang Gorgasali, la fortaleza se extendió y se usó como residencia.
Consistía en dos partes: la ciudadela superior en la meseta de la colina y la inferior en la pendiente. Un palacio real se ubicaba en la parte oriental. La fortaleza superior fue destruida en el siglo X por el conquistador árabe Abul Kassim, pero fue restaurada en el siglo XII por el rey Jorge III, quien la usó como tesoro real.
Ujamara fue conquistada en 914 cuando los árabes invadieron la región del Cáucaso, anteriormente dominada por los persas. La lucha dejó una severa destrucción en el edificio. La fortaleza superior fue destruida en el siglo X por el conquistador árabe Abul Kassim, pero fue restaurada en el siglo XII por el rey Jorge III.